# Toni Lao
Antonio Lao Doña, meglio noto come Toni Lao (Barcellona, 17 gennaio 1984), è un ex calciatore spagnolo, di ruolo difensore.

## Carriera
Ha giocato nella seconda divisione spagnola e nella massima serie andorrana.

## Palmarès

### Club

#### Competizioni nazionali
- Campionato andorrano: 2

Inter Escaldes: 2019-2020, 2020-2021
- Coppa d'Andorra: 1

Inter Escaldes: 2020